# إدوارد مور (لاعب كرة قدم)
إدوارد مور (بالروسية: Мор, Эдуард Владимирович)‏ (بالأوكرانية: Едуард Володимирович Мор)‏ هو لاعب كرة قدم روسي وأوكراني في مركز الدفاع، ولد في 4 أكتوبر 1977 في سيليدوفي ‏ في أوكرانيا. لعب مع توربيدو موسكو وزوريا لوهانسك وسبارتاك موسكو ولوخ إينيرجيا فلاديفوستوك ونادي ساتورن رامنسكوي ونادي سبارتاك موسكو 2 لكرة القدم ونادي فولين لوتسك ونادي فيتيبسك.

## وصلات خارجية
- إدوارد مور (لاعب كرة قدم) على موقع اتحاد أوكرانيا (الإنجليزية)
- إدوارد مور (لاعب كرة قدم) على موقع قاعدة بيانات كرة القدم.إي يو (الإنجليزية)
- إدوارد مور (لاعب كرة قدم) على موقع Soccerway.com (الإنجليزية)